# Asperula involucrata
Asperula involucrata là một loài thực vật có hoa trong họ Thiến thảo. Loài này được Wahlenb. mô tả khoa học đầu tiên năm 1826.

## Hình ảnh

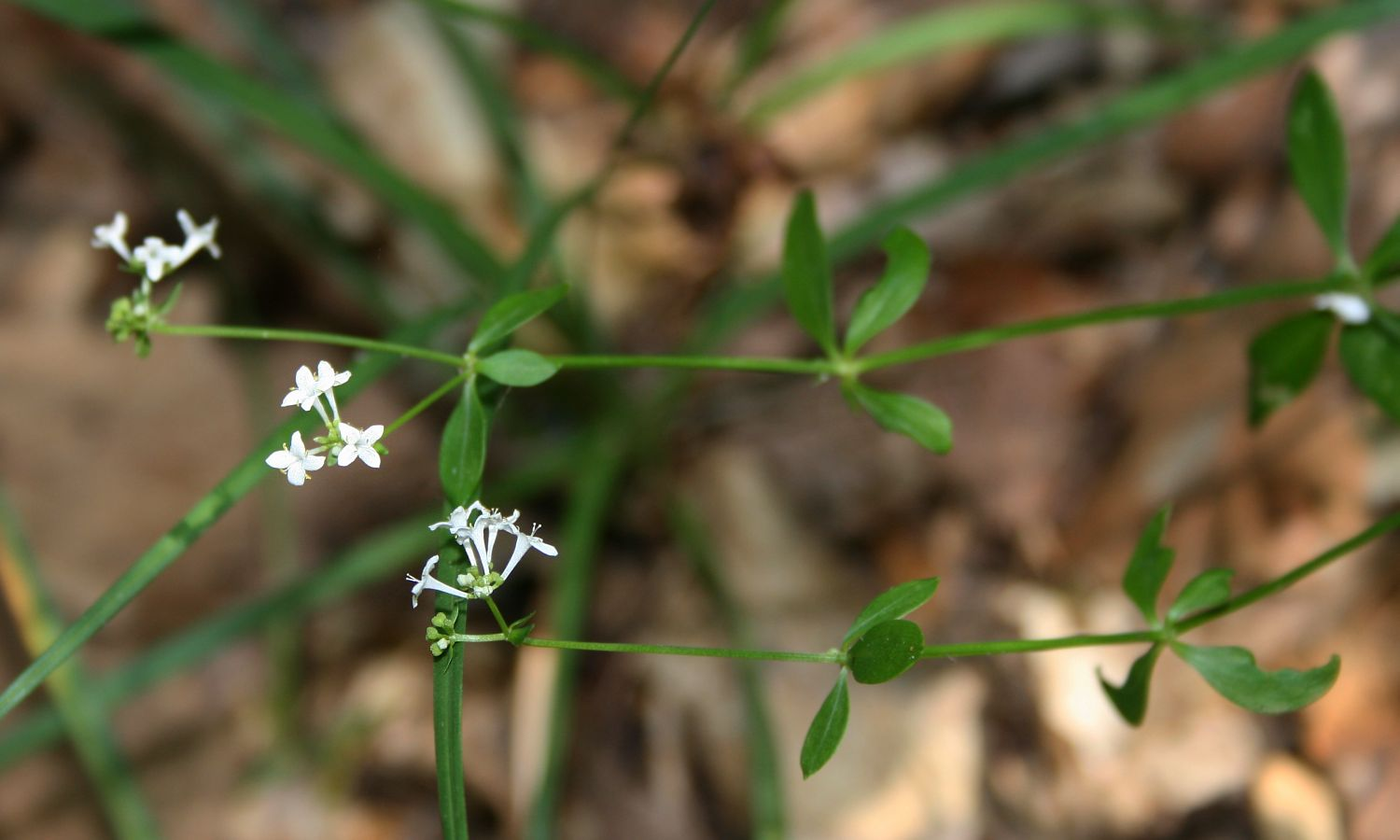